# Organised Sound
O Organised Sound é um jornal internacional que foca nas questões e métodos de desenvolvimento musical a partir de ferramentas tecnológicas, concentrando-se no impacto dessa junção, na performance multimédia e estrutura sonora, passando por expressões populares e composição eletroacústica experimental. Desse modo, o jornal torna-se referência para musicistas, intérpretes, estudiosos da música, especialistas em computação, matemáticos e engenheiros compartilharem seus resultados e pesquisas. As edições do Organised Sound contam com artigos sobre um tema especialmente selecionado para aquela edição, além de artigos gerais sobre os temas tratados, tutoriais, entrevistas e anúncios. Anualmente, um CD é enviado aos assinantes contendo as obras de artistas tecnológicos previamente curados.
A Organised Sound foi fundada em 1996, é revisada por pares e publicada três vezes ao ano em formato digital. O cargo de editor-chefe é atualmente ocupado por Leigh Landy.

## Tópicos de Interesse[4]
- Arte performática multimédia
- Sound art[5]
- Sound sculpture
- Eletroacústica experimental
- Teoria e filosofia da computação musical
- Estética
- Inteligênia artificial
- Performance musical pela rede
- Software e Hardware para criação musical
- Paisagem sonora
- Captura e análise de áudio
- Transmissão digital integrada